# E572
E572 eller Europaväg 572 är en 100 kilometer lång europaväg som går från Trenčín till Ziar nad Hronom i Slovakien. 

## Sträckning
Trenčín - Prievidza - Ziar nad Hronom

## Standard
Vägen är landsväg hela sträckan. 

## Anslutningar till andra europavägar
- E75
- E571